# В.Б.О.
«В. Б. О. (Внеземной биологический организм)» (англ. «E.B.E.» (сокр. Extraterrestrial Biological Entity)) — семнадцатый эпизод первого сезона сериала «Секретные материалы». Премьера состоялась 18 февраля 1994 на телеканале FOX. Эпизод относится к числу тех, что помогают раскрыть «мифологию» сериала.
Фокс Малдер (Дэвид Духовны) и Дана Скалли (Джиллиан Андерсон) расследуют возможное случайное столкновение дальнобойщика с НЛО в Теннесси. Для Малдера это явное свидетельство близких контактов. Воспользовавшись информацией Глубокой Глотки, отошедшего в тень и ставшего менее полезным, чем прежде, Малдер обращается за помощью к трём «Одиноким стрелкам», выпускающим подпольный журнал. Скалли поражена степенью паранойи «Одиноких стрелков», до тех пор, пока не обнаруживает жучка в ручке на столе Малдера. Агенты ФБР следуют за грузовиком, но это не приводит к счастливому финалу.

## Сюжет
Иракский истребитель сбивает НЛО рядом с ирако-турецкой границей. Позже, в Рэгане (Теннесси) водитель грузовика по имени Ранейм стреляет во что-то в темноте, когда над ним пролетает НЛО. Агенты Фокс Малдер и Дана Скалли занимаются расследованием явления на следующий день, но Ранейма быстро отпускают местные власти, которые не желают сотрудничать с ФБР. Женщина ненадолго заимствует ручку Скалли, и затем парочке приходится вернуться в Вашингтон.
Там Малдер представляет Скалли «Одиноких стрелков», которых описывает как группу оппозиционно настроенных к правительству парней, которые следят за тем, чтобы не совершались противозаконные действия. После возвращения в штаб-квартиру ФБР Скалли обнаруживает в своей ручке следящее устройство. После встречи с Глубокой Глоткой у Малдера появляются документы по перехваченной иракской шифровке о сбитом НЛО. Скалли продолжает расследование и выясняет, что в грузовик Ранейму были добавлены 2 тысячи фунтов дополнительного веса, а его настоящее имя — Фрэнк Дрюс.
Грузовик движется в Колорадо. Малдер встречается с Глубокой Глоткой в своей квартире и получает от него фотографии НЛО в Форте Беннинге (штат Джорджия). Малдер уверен, что грузовик — это подсадная утка, но дальнейший анализ показывает, что фото — это фальшивка, а Глубокая Глотка соврал ему. Малдер ругается с осведомителем, сознавшимся во вранье. Малдер и Скалли скрываются от своих преследователей и направляются прямиком в Лас-Вегас.
Агенты находят грузовик, но пока они его преследуют — сталкиваются со странными климатическими явлениями. Грузовик глохнет, но Дрюс исчез, как и внеземной биологический организм (В. Б. О.), который был внутри трейлера. С помощью MUFON и NICAP Малдер отслеживает местоположение Дрюса и В. Б. О. на электростанции в Вашингтоне.
С помощью «Одиноких стрелков» Малдер и Скалли обзаводятся поддельными удостоверениями и проникают на электростанцию. Их незнание скоро выдает их, но Малдер сбегает от охраны через запретную зону и практически приближается к созданию, когда охрана останавливает его. Появляется «Глубокая Глотка» и отзывает охрану, сообщая Малдеру, что В. Б. О. мертв. Он рассказывает о международном соглашении, подписанном странами после Розвелла о том, что любые оставшиеся в живых В. Б. О. должны быть уничтожены. И что он один из трех человек, приводящих это соглашение в действие. После этого осведомитель позволяет Малдеру и Скалли уйти.

## В ролях
- Джиллиан Андерсон в роли агента Даны Скалли
- Дэвид Духовны в роли агента Фокса Малдера
- Джерри Хардин[англ.] в роли Глубокой Глотки
- Брюс Харвуд[англ.] в роли Джона Фитцеральда Байерса[англ.]
- Том Брейнвуд[англ.] в роли Мелвина Фрохики[англ.]
- Дин Хагланд[англ.] в роли Ричарда Лэнгли[англ.]
- Питер ЛаКрауа в роли Ранейма/Фрэнка Дрюса
- Аллан Лайселл в роли шефа Риверса

## Съёмки
- Этот эпизод стал первым из относящихся к «мифологии» сериала, сценарий которого написали Глен Морган и Джейс Вонг. Морган утверждает, что тон эпизоду задал фильм «Вся президентская рать». Некоторые сцены были созданы по мотивам фотографий, посланных Вонгу и Моргану разведчиками с гидроэлектростанции, на которой впоследствии производились съёмки.
- В эпизоде представлены персонажи «Одиноких стрелков» — конспирологи-теоретики Джона Фитцжеральда Байерса (Брюс Харвуд), Ричарда Лэнгли (Дин Хагланд) и Мелвина Фрохики (Том Брейдвуд). Персонажи были введены для того, чтобы сделать Малдера более правдоподобным, и изначально были «одноразовыми», но приобрели популярность в Интернете и впоследствии вернулись в сериал в эпизоде «Кровь» (2 сезон), став периодическими персонажами. Идея «Одиноких стрелков» пришла сценаристам Глену Моргану и Мэрилин Осборн после встречи с группой энтузиастов на Конвенции НЛО в июле 1993 года. Трио появится в ответвлении «Секретных материалов» под названием «Одинокие стрелки». Том Брейдвуд, сыгравший Мелвина Фрохики, был первым помощником режиссёра в сериале. Имя Брейдвуда использовалось в нескольких эпизодах, включая этот, в качестве пародии на его должность помощника режиссёра.